# Cámara Paraguaya de Supermercados
La Cámara Paraguaya de Supermercados (Capasu) es la asociación de los supermercados e hipermercados más importantes del Paraguay. A principios del año 2009 reunía a 23 empresas, con un total de 74 supermercados en todo el país. Es socio activo de la Asociación Latinoamericana de Supermercados. En 2025, su presidente es Gustavo Lezcano de Cadena La Bomba.
Uno de sus presidentes ha sido el empresario Elzear Salemma, propietario de la cadena de supermercados Salemma.
Capasu representa a los supermercados de Paraguay. Su objetivo es fortalecer el sector, contribuir a la reducción del costo de vida y fomentar la capacitación técnica y comercial.
La cámara impulsa estudios fiscales, gestiona créditos para sus asociados y difunde información para consumidores. También asesora técnicamente a sus miembros y recopila datos estadísticos del sector.
Tras la promulgación de la Ley 125, la Capasu promovió la formalización del comercio y la transparencia fiscal. Bajo la presidencia de Carlos Storm, consolidó su rol en las negociaciones con el gobierno.
Entre sus asociados destacan empresas como Superseis, Stock, Supermercados La Bomba, Salemma y España.